# 로만 요지
로만 요지(독일어: Roman Josi, 1990년 6월 1일~)는 스위스의 아이스하키 선수로 포지션은 수비수이다. 현재 내셔널 하키 리그(NHL)의 팀인 내슈빌 프레더터스의 주장으로 뛰고 있다. 스위스 아이스하키팀인 SC 베른에서 선수 생활을 시작했으며, 2008년 NHL 드래프트에서 전체 38위로 내슈빌 프레더터스에게 지명되어 북아메리카 아이스하키 경력을 시작했다. 현재 NHL 수비수 중 가장 뛰어난 선수로 평가받으며, 2019-20 시즌에는 스위스 선수와 내슈빌 프레더터스 선수 최초로 NHL 최고의 수비수상인 제임스 노리스 메모리얼 트로피를 수상했다. 2021년에는 마르크 슈트라이트가 가지고 있던 NHL 진출 스위스 선수 최다 골과 득점 기록을 갱신했다.
스위스 국가대표팀의 일원으로도 활약하여 2014년 동계 올림픽에 참가하였고, 2013년과 2018년, 2024년 세계 아이스하키 선수권 대회에서 은메달을 획득했다.